# Clementine (film)
Clementine – film akcji z 2004 roku.

## Treść
Mistrz Korei w taekwondo Kim (Lee Dong-jun) walczy w turnieju o mistrzostwo świata. Wskutek nieuczciwego werdyktu sędziowskiego pojedynek przegrywa. W tym samym dniu dowiaduje się, że jego żona zmarła podczas porodu. Postanawia sam wychować córkę. Wkrótce zostaje zwolniony z pracy w policji z powodu nadgorliwości w walce z hazardem i narkotykami. Zdesperowany przyjmuje propozycję od szefa mafii – bierze udział w nielegalnych walkach w klatce. Okazuje się, że mafia nie pozwala mu później zrezygnować i szantażuje go. Przypadkiem Kim dowiaduje się, że jego żona nie umarła przy porodzie. Tymczasem szef gangu zmusza Kima do walki z mistrzem świata w taekwondo Jackiem Millerem (Steven Seagal). Stawia jednak warunek – Kim ma przegrać.

## Obsada
- Steven Seagal – Jack Miller
- Lee Dong-jun – Kim
- Eun Seo-woo
- Kim Hye-ri
- Lee Dong-yun